# SATA Air Açores
SATA Air Açores is de luchtvaartmaatschappij van de Portugese eilandengroep de Azoren. De thuisbasis van de maatschappij is het vliegveld João Paulo II in Ponta Delgada. SATA opereert alleen tussen de verschillende vliegvelden op de Azoren en slechts een beperkt aantal vliegvelden erbuiten.
SATA Air Açores is een dochteronderneming van het Portugese bedrijf Grupo SATA.

## Geschiedenis
SATA Air Açores werd op 21 augustus 1941 opgericht onder de naam Sociedade Açoriana de Estudos Aéreos. De vluchten werden toen nog vooral sporadisch uitgevoerd. Zes jaar na de oprichting, op 15 juni 1947 begon het eerste vliegtuig, met 7 passagiers, te vliegen tussen de eilanden São Miguel en Santa Maria. In 1980 werd de naam veranderd in Serviço Açoriano de Transportes Aéreos, en in 1990 trad SATA toe tot de European Regions Airline Association en de IATA.

## Vloot

### Huidige fleet

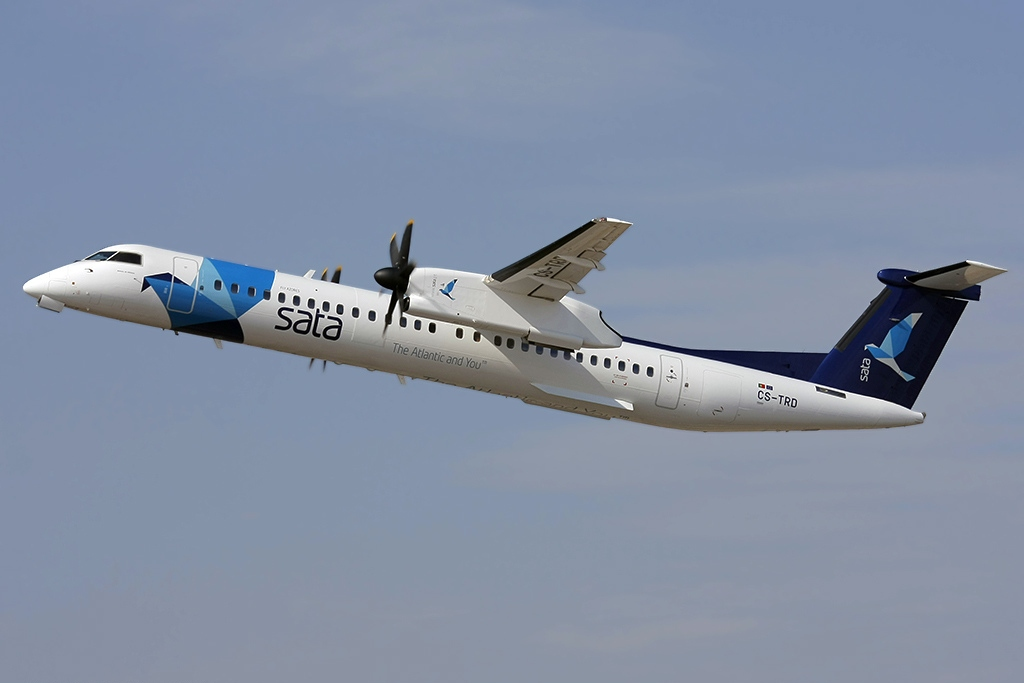
SATA Air Açores Bombardier Dash 8 Q400.

The SATA Air Açores vloot bestaat uit de volgende vliegtuigen (In August 2023):
| Vliegtuig              | In Service | Orders | Passagiers | Notes |  |
| ---------------------- | ---------- | ------ | ---------- | ----- |  |
| Bombardier Dash 8-Q200 | 2          | —      | 37         |       |  |
| Bombardier Dash 8-Q400 | 5          | —      | 80         |       |  |
| Total                  | 7          | —      |            |       |  |

### Historische vloot
- BAe ATP
- British Aerospace 146
- Douglas DC-3
- Douglas DC-6
- Dornier 228
- Hawker Siddeley HS 748
- de Havilland DH.104 Dove